# Vadim Nikonov
Vadim Stanislavovitch Nikonov (en russe : Вадим Станиславович Никонов) est un footballeur international soviétique et entraîneur de football russe né le 9 août 1948 à Moscou.

## Biographie

### Carrière de joueur
Natif de Moscou, Vadim Nikonov effectue notamment une grande partie de sa formation dans les rangs des équipes de jeunes du Serp i Molot Moscou pour qui il évolue de 1958 à 1966. Il rejoint au cours de cette dernière année le Torpedo Moscou, pour qui il fait ses débuts professionnels le 24 octobre 1967 lors d'un match de championnat contre le Tchernomorets Odessa, à l'âge de 19 ans.
S'imposant progressivement comme titulaire régulier à partir de 1969 et pendant tout la première moitié des années 1970, Nikonov porte finalement les couleurs du club jusqu'en 1975, cumulant durant ce passage 187 matchs joués pour 42 buts marqués. Il prend ainsi part aux deux succès du Torpedo dans la coupe nationale, qu'il remporte en 1968 puis 1972, et fait également ses débuts dans les compétitions européennes à l'été 1969 en jouant deux matchs de Coupes des coupes. Il connaît par ailleurs son année la plus prolifique en 1974 en inscrivant douze buts en championnat, lui permettant de se classer cinquième meilleur buteur de la compétition.
Durant son passage au Torpedo, Nikonov connaît par ailleurs une brève carrière au sein de la sélection soviétique pour laquelle il joue quatre matchs amicaux entre mars et août 1973 sous Ievgueni Gorianski (en). Il dispute également une rencontre sous les couleurs de l'équipe olympique contre la Yougoslavie le 7 mai 1975.
Après son départ du Torpedo en début d'année 1976, il rallie dans la foulée l'autre équipe moscovite du CSKA Moscou. Il ne s'y éternise cependant pas, s'en allant après une année et demie durant la mi-saison 1977 pour faire son retour au Torpedo Moscou, où il reste pour une durée équivalente, ne jouant notamment que deux matchs en championnats lors de l'exercice 1978.
Cette dernière saison marque la fin de sa période en première division, Nikonov rejoignant en 1979 le Fakel Voronej, tout juste promu en deuxième division, qu'il aide cette année-là à atteindre la cinquième position en marquant notamment dix buts en championnat. Il rejoint par la suite l'équipe du Spartak Riazan au troisième échelon où il évolue trois saisons avant de mettre un terme définitif à sa carrière en fin d'année 1982 à l'âge de 32 ans.

### Carrière d'entraîneur
Se reconvertissant comme entraîneur après sa fin de carrière, Nikonov fait en 1986 son retour au Torpedo Moscou où il devient entraîneur au sein des équipes de jeunes du club, occupant ce poste pendant le reste des années 1980 et une grande partie des années 1990. En 1998, il est nommé à la tête du club-école du Torpedo-2, qu'il amène à la dix-septième place de son groupe de troisième division en fin d'année.
Il rejoint ensuite les rangs du jeune Torpedo-ZIL Moscou à partir de 1999, dans un premier temps en tant qu'entraîneur de l'équipe réserve. Après le départ de Yevhen Kucherevskyi (en) à l'issue de la saison 2001, Nikonov est appelé à le remplacer dans le cadre de l'exercice 2002. Après avoir mené l'équipe en quatorzième position, assurant ainsi son maintien, il quitte ses fonctions en fin d'année 2002 et devient brièvement adjoint du nouvel entraîneur Sergueï Aleinikov avant que des désaccords entre les deux hommes n'amènent très vite à son départ.
Après cette dernière expérience en club, Nikonov occupe notamment un poste d'entraîneur dans les équipes de jeunes de la sélection russe durant les années 2000, prenant notamment part à la victoire de l'équipe des moins de 17 ans lors du championnat d'Europe de 2006 en tant qu'adjoint d'Igor Kolyvanov.

## Statistiques de joueur
| Saison                | Club                  | Championnat           | Championnat | Championnat | Coupe(s) nationale(s) | Coupe(s) nationale(s) | Compétition(s) continentale(s) | Compétition(s) continentale(s) | Compétition(s) continentale(s) | Total | Total |
| Saison                | Club                  | Division              | M.          | B.          | M.                    | B.                    | Comp.                          | M.                             | B.                             | M.    | B.    |
| 1967                  | Torpedo Moscou        | D1                    | 2           | 0           | -                     | -                     | -                              | -                              | -                              | 2     | 0     |
| 1968                  | Torpedo Moscou        | D1                    | 6           | 0           | 4                     | 0                     | -                              | -                              | -                              | 10    | 0     |
| 1969                  | Torpedo Moscou        | D1                    | 19          | 2           | -                     | -                     | C2                             | 2                              | 0                              | 21    | 2     |
| 1970                  | Torpedo Moscou        | D1                    | 21          | 2           | 1                     | 0                     | -                              | -                              | -                              | 22    | 2     |
| 1971                  | Torpedo Moscou        | D1                    | 22          | 4           | 2                     | 0                     | -                              | -                              | -                              | 24    | 4     |
| 1972                  | Torpedo Moscou        | D1                    | 22          | 6           | 10                    | 2                     | -                              | -                              | -                              | 32    | 8     |
| 1973                  | Torpedo Moscou        | D1                    | 29          | 7           | 2                     | 0                     | C2                             | 2                              | 0                              | 33    | 7     |
| 1974                  | Torpedo Moscou        | D1                    | 30          | 12          | 4                     | 1                     | -                              | -                              | -                              | 34    | 13    |
| 1975                  | Torpedo Moscou        | D1                    | 10          | 6           | 1                     | 0                     | -                              | -                              | -                              | 11    | 6     |
| Sous-total            | Sous-total            | Sous-total            | 161         | 39          | 24                    | 3                     | -                              | 4                              | 0                              | 189   | 42    |
| 1976                  | CSKA Moscou           | D1                    | 28          | 2           | 3                     | 0                     | -                              | -                              | -                              | 31    | 2     |
| 1977                  | CSKA Moscou           | D1                    | 10          | 1           | 2                     | 0                     | -                              | -                              | -                              | 12    | 1     |
| 1977                  | Torpedo Moscou        | D1                    | 10          | 1           | 1                     | 0                     | C1                             | 2                              | 0                              | 13    | 1     |
| 1978                  | Torpedo Moscou        | D1                    | 2           | 0           | 2                     | 0                     | -                              | -                              | -                              | 4     | 0     |
| 1979                  | Fakel Voronej         | D2                    | 36          | 10          | -                     | -                     | -                              | -                              | -                              | 36    | 10    |
| Sous-total            | Sous-total            | Sous-total            | 86          | 14          | 8                     | 0                     | -                              | 2                              | 0                              | 96    | 14    |
| 1980                  | Spartak Riazan        | D3                    | 34          | 13          | -                     | -                     | -                              | -                              | -                              | 34    | 13    |
| 1981                  | Spartak Riazan        | D3                    | 31          | 7           | -                     | -                     | -                              | -                              | -                              | 31    | 7     |
| 1982                  | Spartak Riazan        | D3                    | 30          | 1           | -                     | -                     | -                              | -                              | -                              | 30    | 1     |
| Sous-total            | Sous-total            | Sous-total            | 95          | 21          | -                     | -                     | -                              | -                              | -                              | 95    | 21    |
| Total sur la carrière | Total sur la carrière | Total sur la carrière | 342         | 74          | 32                    | 3                     | -                              | 6                              | 0                              | 380   | 77    |

## Palmarès de joueur
Torpedo Moscou
- Coupe d'Union soviétique (2) :
  - Vainqueur : 1968 et 1972.